# Łuk okołohoryzontalny

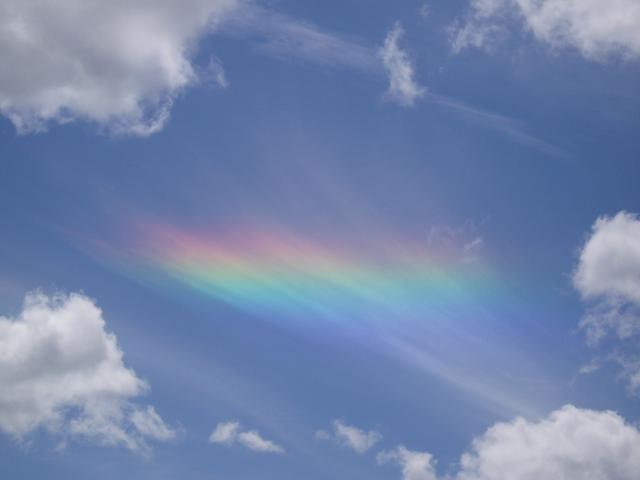
Łuk okołohoryzontalny

Łuk okołohoryzontalny (ang. circumhorizontal arc) – zjawisko optyczne w atmosferze ziemskiej, powstające na kryształach lodu, w związku z tym zaliczane do halo. Zjawisko występuje w postaci położonego blisko horyzontu i niemal równoległego do niego barwnego łuku przypominającego tęczę, z kolorem czerwonym u góry. Ze względu na jego rozległe rozmiary kątowe, zazwyczaj obserwuje się niewielki fragment łuku w obszarze, gdzie występuje chmura pierzasta. Łuk tworzy ze słońcem kąt około 46°, a słońce znajduje się powyżej łuku. 
Łuk tworzony jest przez załamanie światła w kryształkach lodu o kształcie płytki zawartych w chmurach pierzastych. Promień słoneczny wchodzi do położonej poziomo płytki jej boczną (pionową) powierzchnią, a wychodzi dolną, załamując się w sumie o kąt bliski 58°, dlatego powstaje tylko wtedy, gdy słońce położone jest nad horyzontem wyżej niż 58°. Załamanie prawie równoległych promieni słonecznych przez położone niemal jednakowo kryształy, stanowiące pryzmat o kącie łamiącym 90°, wytwarza czyste, jasne i dobrze oddzielone pryzmatyczne kolory czystsze niż w tęczy. 
Powyższe warunki powstawania sprawiają, że łuk okołohoryzontalny jest obserwowany dość często na średnich szerokościach geograficznych, a nigdy na dużych. Na obszarze Polski (dla 50° szerokości geograficznej) może być obserwowany od połowy maja do początku sierpnia; w sumie możliwy czas obserwacji to 200 godzin w roku. Łuk okołohoryzontalny nie powstaje na szerokościach geograficznych większych niż 55°.